# Prionacalus giovannii
Prionacalus giovannii là một loài bọ cánh cứng thuộc họ Xén tóc.